# 1991 en jeu vidéo
 (octobre 2019).
Si vous disposez d'ouvrages ou d'articles de référence ou si vous connaissez des sites web de qualité traitant du thème abordé ici, merci de compléter l'article en donnant les références utiles à sa vérifiabilité et en les liant à la section « Notes et références ».
Cet article présente les faits marquants de l'année 1991 concernant le jeu vidéo.

## Événements
- 13 août : sortie de la Super Nintendo aux États-Unis[1],[2].
- 1er décembre : sortie du Mega-CD au Japon[3].

## Principales sorties de jeux
- Février : sortie sur CP System de Street Fighter II: The World Warrior. Ultra-populaire, il entrainera de nombreuses suites (la dernière 20 ans plus tard) et sera probablement l'un des jeux vidéo les plus prolifiques de tous les temps.
- 14 février : sortie de Lemmings en Europe[4].
- 21 avril : sortie de Phantasy Star III: Generations of Doom en Europe et aux Etats-Unis[5].
- 23 juin : sortie de Sonic the Hedgehog aux États-Unis et en Europe[4].
- 19 juillet : sortie au Japon de Final Fantasy IV de Square Co.
- 29 août : Super Mario Bros. 3 sur NES en Europe[4].
- Novembre : Sortie de Another World en France[6].
- 21 novembre : sortie de The Legend of Zelda: A Link to the Past de Nintendo au Japon[6],[7].
- 14 décembre : sortie de Mario and Yoshi sur NES au Japon.
- Sortie de Streets of Rage et Quackshot de Sega[6].
- Xyphoes Fantasy, sur Amstrad CPC
- Monkey Island 2: LeChuck's Revenges sur PC, Amiga et Mac.

## Consoles sorties
- Super NES[8].
- Game Gear, en Europe et aux Etats-Unis, sortie au Japon un an avant[9].

## Meilleures ventes
Sonic the Hedgehog a été vendu à près de 44 millions d'exemplaires dans le monde, dont 22 millions sur la Mega Drive. Il fait encore aujourd'hui parti du top 50 des jeux les plus vendus de tous les temps,.

## Récompenses
- Civilization a reçu en 1991 le Tilt d'or[13].
- Street Fighter II : Streets of Rage, sorti en 1991 recevra le Tilt d'or l'année suivante[13].